# Heinrich Schwarz
 (mars 2017).
Si vous disposez d'ouvrages ou d'articles de référence ou si vous connaissez des sites web de qualité traitant du thème abordé ici, merci de compléter l'article en donnant les références utiles à sa vérifiabilité et en les liant à la section « Notes et références ».
Pour les articles homonymes, voir Schwarz.
Heinrich Schwarz (1906-1947) était un Hauptsturmführer de la Schutzstaffel (SS).

## Biographie[1]
Heinrich Schwarz est né à Munich le 14 juin 1906. En 1919, encore adolescent, il rejoint le Freikorps Epp, qui participe à l'écrasement de la République des Conseils de Bavière (Räterepublik) à Munich, en tant qu'officier civil de l'Oberkommando Möhl. Après avoir terminé sa formation de photographe, Schwarz a sporadiquement exercé son métier. Entre 1926 et 1931, il était au chômage. Fin 1931, il rejoint les SS (n° 19.691) et le NSDAP (n° 786.871). Il a servi dans la SS-Einheit Stamm 2/I Casella et est devenu commandant adjoint de la garde dans les forces de sécurité à la "Brown House", le siège du parti NSDAP à Munich.
Après l'arrivée au pouvoir de Hitler, Schwarz fut affecté à un détachement de garde pour le quartier général de la police à Munich le 9 mars 1933. Sous le commandement de Reinhard Heydrich, Schwarz fut employé dès le 7 juin 1933 par la police politique bavaroise pour surveiller le standard d'un journal de Munich, le Münchner-Neueste Nachrichten. En décembre 1933, il travaille à nouveau comme photographe. Le 15 août 1935, il épouse Amalie Gascher. Au sein des SS, il gravit les échelons et fut promu SS-Unterscharführer en 1937, SS-Obersturmführer en 1939 et SS-Hauptscharführer quatre ans après.
Schwarz commença sa carrière dans les camps une semaine après l'attaque contre la Pologne le 1er septembre 1939, d'abord dans le camp de concentration de Dachau, puis dans celui de Mauthausen. En juin 1941, il fut muté au Bureau principal du budget et des bâtiments (SS-Hauptamt Haushalt und Bauten), et le 30 septembre 1941, il déménagea à Oranienburg au siège administratif des camps de concentration, pour lequel il travailla au bureau extérieur I/5 (déploiement des prisonniers) à Auschwitz et pour un temps à Birkenau. Le commandant du camp d'Auschwitz, Rudolf Höss, l'utilisa comme adjoint pendant son absence à partir de la mi-août 1943. Le 10 novembre 1943, Schwarz passa au camp nouvellement créé connu sous le nom de KL (Konzentrationslager) Auschwitz III, et fut promu au poste de commandant. Après le départ du camp de concentration de Buna/Monowitz en janvier 1945, il devient commandant des camps annexes du KL Natzweiler, situés en Allemagne, le 1er février 1945. En raison des crimes qu'il y a commis, il a été condamné à mort par un tribunal militaire français à Rastatt le 1er février 1947 et exécuté le 20 mars 1947,,,,.

## Sources
1. ↑  (en) « Heinrich Schwarz (1906-1947) », sur www.wollheim-memorial.de (consulté le 12 octobre 2019)
2. ↑  (de) Bundesarchiv Berlin, BDC-Personalunterlagen (RuSHA and SSO) Heinrich Schwarz, born June 4, 1906.
3. ↑  KL Auschwitz Seen by the SS. Höss, Broad, Kremer. Selection, elaboration, and notes by Jadwiga Bezwińska / Danuta Czech. Oświęcim: Publications of Państwowe Muzeum, 1972.
4. ↑  (de) Klee, Ernst: Das Personenlexikon zum Dritten Reich. Wer war was vor und nach 1945. Frankfurt am Main: Fischer, 2003.
5. ↑  (en) Lasik, Aleksander, “Organizational Structure of Auschwitz Concentration Camp.” In: Wacław Długoborski / Franciszek Piper, eds.: Auschwitz, 1940–1945: Central Issues in the History of the Camp. 5 Vols. Oświęcim: Auschwitz-Birkenau State Museum, Vol. 1,., pp. 145–280
6. ↑  (de) Wagner, Bernd C.: IG Auschwitz. Zwangsarbeit und Vernichtung von Häftlingen des Lagers Monowitz 1941–1945. Munich: Saur, 2000., 2000